# Associació Esportiva Bellsport
L'Associació Esportiva Bellsport (AE Bellsport) és una entitat poliesportiva del barri de Bellvitge, a l'Hospitalet de Llobregat, fundat l'any 1983. Actualment té tres seccions: futbol sala, bàsquet i gimnàstica rítmica. Des de la seva fundació, l'objectiu de l'entitat és promocionar l'activitat esportiva. Actualment té tres seccions: futbol sala, bàsquet i gimnàstica rítmica. També s'havien practicat altres esports com handbol i natació amb aletes.

## Història
L'entitat va ser fundada l'any 1983 de la mà de quatre professors de l'Institut de Bellvitge; Antonio Bermudo, Sergio Manzano, Xavier Ortí i Joan Maria Guarch "El Metge". Sergio Manzano va ser el president fundador de l'entitat. Posteriorment han estat presidents Yolanda Rico, Cristobal Montilla, Ignacio Romero i l'actual president José Antonio Torres.

L'èxit esportiu més destacat és el títol de campió d'Espanya juvenilde l'equip de futbol sala l'any 2021. l'AE Bellsport es va imposar a la final a l'Inter Movistar de Madrid per 4-3.
Durant dues temporades, 2016 i 2018, l'equip sènior de futbol sala va militar a la divisió d'argent.

## Instal·lacions
Fins a l'any 1985 l'entitat desenvolupava la seva activitat al pavelló Fum d'Estampa de Collblanc. L'any 1985, i després d'una llarga reivindicació del veinat de Bellvitge, es va inaugurar el Pavelló Municipal de Bellvitge. Una instal·lació esportiva que l'any 1997 duu també el nom del fundador de l'AE Bellsport, Sergio Manzano. Aquesta instal·lació municipal compta amb pista poliesportiva, piscina, gimnàs i diverses sales polivalents. És allà on les tres seccions s'entrenen i disputen bona part dels seus partits i competicions.